# 아젠스그래프
아젠스그래프(AgensGraph)는 그래프 데이터베이스 솔루션으로, 다양한 데이터를 노드(Node)와 엣지(Edge)의 그래프(Graph) 형태로 저장하고 이를 관리, 분석, 시각화하는 솔루션이다. 그래프 데이터베이스 연구 개발 기업 비트나인에 의해 개발되었다. 아젠스그래프의 '아젠스(Agens)'는 라틴어로 고대 로마황제의 정보보좌관을 뜻한다. 이는 정보를 제공함에 있어 필요한 정보를 정확하고 빠르게 전달하고, 이러한 정보를 수집, 가공하여 유의미한 정보를 제공하고자 하는 취지에서 만들어진 비트나인의 데이터베이스 통합 솔루션 명칭이다. Agens 제품군은 데이터 통합 및 데이터 관리, 실시간 그래프 분석 및 시각화를 지원한다.
Agens 제품군 중 하나인 아젠스그래프(AgensGraph)는 관계형 데이터베이스와 그래프 데이터베이스를 통합하여 개발된 멀티모델 데이터베이스로서, 관계형, 문서형 및 그래프형과 같은 다양한 형태의 데이터를 모두 한 시스템에 저장 관리 가능하다는 점이 특징이다. 한 개의 질의문으로 통합 질의 할 수 있는 멀티모델 데이터베이스 아키텍처로서, 기존 RDB 사용자들도 마이그레이션 리스크 없이 사용이 가능하다. 웹 기반의 그래프 데이터베이스 시각화 도구 아젠스브라우저(AgensBrowser)를 통해 아젠스그래프의 데이터를 시각화하고 이를 통해 기업의 비즈니스 인사이트 도출을 지원하고 있다.
아젠스그래프는 2018년 2월 한국정보통신기술협회(TTA) GS 인증 1등급을 취득하였으며, 추천 시스템, 소셜 네트워크 데이터 분석, AI, 금융사기 방지, 예측분석 시스템 등 다양한 분야에 폭넓게 적용이 가능하다.
2020년 4월, 아젠스그래프의 확장 프로그램(AgensGraph Extension)인 ‘Apache AGE’는 오픈소스 DB '포스트그레SQL(PostgreSQL)'의 수요를 충족시키기 위해 개발되었고, 이후 아파치 소프트웨어 재단(ASF)에 기부되어 '오픈소스 인큐베이션 프로젝트' 심사에서 만장일치로 ‘인큐베이션 프로젝트’로 선정되었다. 세계 최대의 오픈소스 재단인 ASF에서 지원하는 인큐베이션 프로젝트는 하둡, 톰캣, 스파크 등을 배출해온 '톱 레벨 프로젝트(TLP)'가 되기 위한 사전 단계로, 재단 멤버로부터 멘토링을 받으며 성장하는 단계이다. 인큐베이션 프로젝트에 신청하기 위해서는 '챔피언' 1명과 '멘토' 4명으로 임원회를 구성해야 하는데, 보통의 경우 개발사 측 자국민들로 구성하는데 반해 AGE의 경우에는 짐 자기엘스키(Jim Jagielski) 아파치 재단 공동 설립자가 챔피언으로 참여하는 등 첨단 IT 기술의 산실인 북미 현지에서도 그 기술력을 상당히 인정받았다.
2020년 11월에는 달라지는 데이터 분석 환경에 발맞춰 1,000만 건 이상의 대용량 빅그래프를 빠른 속도로 분석하고, 엔진과 스토리지의 무한한 확장(Scale-out)이 가능한 v3.0 버전을 출시했다.
2021년 5월에는 클라우드 기반의 AgensGraph의 DBaaS(DB as a Service)버전인 AG Cloud Express를 출시했다. 10월에는 PostgreSQL 11 버전으로 기반 DB가 업그레이드되어 전반적인 안정성, 성능 및 편의성이 향상된 아젠스그래프 v2.5로 업데이트 됐다.
2022년 5월에는 PostgreSQL 12 버전으로 기반 DB가 업그레이드되어 전반적으로 관계형 DB 기능이 향상된 아젠스그래프 v2.12로 업데이트 됐다.

## 아젠스그래프(AgensGraph) 사양
| Specification           | Specification |
| ----------------------- | --- |
| 기술 개요               | 관계형(RDBMS) 및 그래프데이터(GDBMS) 모델을 지원하는 PostgreSQL 기반 멀티모델 데이터베이스                                                          |
| 기본 데이터 베이스 모델 | Graph DBMS Relational DBMS |
| 쿼리 언어               | SQL, Cypher |
| 저장형태                | Graph, Table, Document |
| 라이센스                | Apache license 2.0 |
| API 및 기타 액세스 방법 | Cypher Query Language |
| 지원 프로그래밍 언어    | C, Java, Python, GO |
| 하드웨어 요구 사항      | CPU : Min 8 Core, Recommend 32 Core (16 Core * 2 Way) Memory : Min 32GB, Recommend 512GB 이상 Disk : Min SAS, Recommend SSD                         |
| 성능                    | Shortest path algorithm B- Tree, GiST, SP-Gist 등 Indexing 지원 MVCC(Multi-Version Concurrency Control) 표준 Transaction isolation levels 전체 지원 |
| 신뢰성                  | Write-ahead Logging (WAL) Replication: Asynchronous, Synchronous, Logical 지원 Point-in-time-recovery (PITR)                                        |
| 보안                    | GSSAPI, SSPI, LDAP, SCRAM-SHA-256, Certificate 등의 인증방식 Column단위 또는 Row-level 보안 지원                                                    |

## 아젠스그래프(AgensGraph) 특징

### 1. 세계 유일의 통합쿼리 멀티모델 데이터베이스
- ANSI SQL, Cypher의 쿼리 동시 지원
- Query Process 및 Storage 기술을 통합한 Hybrid Query Process Engine 제공
- RDB 시스템에서도 Migration 없이 (혹은 최소화해) 사용 가능

### 2. 막강한DBMSExtension Utility 제공
- 타 오픈소스와 융합이 용이
- 빠른 시간내 원하는 시스템 구현
- 약 100여개의 Extension과의 호환

### 3. 빠른 성능의 그래프 데이터베이스[5]
- 최적의 Traversal 알고리즘 적용
- Indexing 최적화를 통한 성능 향상
- Caching 최적화를 통한 검색 성능 향상

## 역사
아젠스그래프(AgensGraph)는 2017년 1월 버전 1.0이 최초 출시되었으며, 2021년 10월 버전 2.5까지 업데이트되었다.
- 2016년
  - 3월 - 아젠스 SQL(Agens SQL) 확장모듈 GS인증 1등급 획득

- 2017년
  - 1월 - 아젠스그래프(AgensGraph v1.0) 출시
  - 3월 - 아젠스그래프(AgensGraph v1.1) 업데이트
  - 4월 - 기업부설연구소 인정서 획득
  - 8월 - 아젠스그래프(AgensGraph v1.2) 업데이트
  - 12월 - 아젠스그래프(AgensGraph v1.3) 업데이트
- 2018년
  - 1월 - 아젠스브라우저(AgensBrowser Web v1.0) 출시
  - 2월 - 아젠스그래프(AgensGraph) GS인증 1등급 획득
  - 9월 - 아젠스그래프(AgensGraph v.2.0) 업데이트
  - 9월 - 아젠스그래프 엔터프라이즈 출시
  - 12월 - 아젠스그래프(AgensGraph v.2.1) 업데이트
- 2019년
  - 3월 - 아젠스그래프(AgensGraph v.2.1.1) 업데이트
  - 11월 - 아젠스 베리다토(Agens Veridato CTI) GS인증 1등급 획득
- 2020년
  - 1월 - IDC Innovator에서 아젠스그래프(AgensGraph v.2.1.1)를 혁신적인 멀티모델 DBMS로 선정
  - 4월 - 아파치 AGE(Apache AGE (Incubating)) 아파치 인큐베이션 프로젝트 채택
  - 6월 - 아젠스그래프(AgensGraph v.2.1.2) 업데이트
  - 10월 - 아젠스 G-FDS(Agens Graph-based Fraud Detection) 이상거래탐지 솔루션 출시[6]
  - 11월 - 아젠스 G-PAS(Agens Graph-based Predictive Analytics) 예측분석 솔루션 출시
  - 11월 - 아젠스그래프(AgensGraph v.3.0) 출시
- 2021년
  - 4월 - AG 클라우드 익스프레스(AG Cloud Express) 출시
  - 10월 - 아젠스그래프(AgensGraph v2.5) 업데이트
- 2022년
  - 5월 - 아젠스그래프(AgensGraph v2.12) 업데이트
  - 10월 - 아젠스그래프(AgensGraph v2.13) 업데이트
- 2025년
  - 1월 - 아젠스그래프(AgensGraph v2.14) 업데이트

## 적용 분야 및 활용 사례
- 상품/서비스 추천 시스템
- 이상거래탐지(Fraud Detection System)[7]
- 제조업체의 공정 관리 시스템[8] (스마트 팩토리)
- 빌딩 관리 자동화 시스템[9]
- IDC (Intel Data Center) 관리
- AI/챗봇 시스템이 적용된 사내 정보 관리 시스템 구축
- 사이버 위협 정보 분석[10]
- UN WFP 기아문제 해결사례 (WFP)
- 개인별 맞춤형 커리큘럼 추천 시스템[11]
- 밀수범죄자 네트워크 패턴 분석[12]
- DSME 정보시스템[13]
- AI 보이스피싱 모니터링 시스템[14]
- 글로벌 음악 플랫폼[15]
- KDI 지식그래프 기반 인력 매칭 시스템